# 香蕉汤
香蕉汤是东非国家坦桑尼亚一种以香蕉与肉类為原料製成的浓湯。這種湯還可以製成黄油湯。在製作過程中還可以添加马铃薯、牛奶等配料。当食材呈现粥状後即可成湯食用，亦适合一日三餐食用。
香蕉汤起源于坦桑尼亚东北部乞力马扎罗山下的阿鲁沙、莫希一带，为当地原住民查加族的基本主食之一，而香蕉或饭蕉则是他们主要的淀粉来源，而随着近现代国家的建立和族群的迁徙，这道料理逐渐在坦桑尼亚全国普及。其中马赛人的妇女在坐月子期间通常会食用此浓汤以维持营养。